# Liste des évêques et archevêques d'Auch
Pour un article plus général, voir Archidiocèse d'Auch.

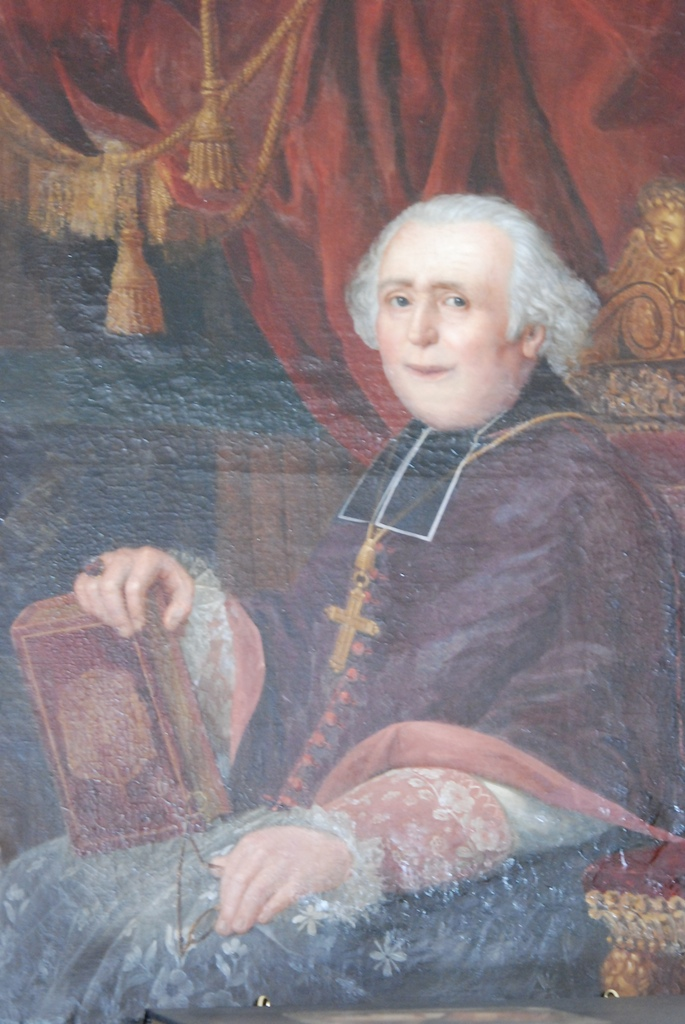
Antoine de Morlhon, archevêque d'Auch

La date de la fondation du diocèse est inconnue. Le titre d'évêque d'Auch n'apparaît qu'au concile d'Agde de 506, où il est porté par un certain Nicetius. Le diocèse primitif devait comprendre la civitas Auscorum des Romains. Il aurait été entouré des diocèses de Toulouse, Comminges, Tarbes, Eauze, Agen et Lectoure.
Le diocèse d'Eauze fut ruiné par les Normands au IXe siècle et son territoire fut réuni à celui d'Auch, qui hérita de son titre métropolitain. Il était le ressort métropolitain des évêchés d'Aire, de Bayonne et de Tarbes.
Jusqu'à la Révolution, son territoire resta immuable. Il était bordé au nord par les  diocèses de Bazas et de Condom, au nord-est par le diocèse de Lectoure, à l'est par le diocèse de Lombez, au sud-est par le diocèse de Comminges, à l'ouest par les diocèses de Tarbes et de Lescar et au nord-ouest par le diocèse d'Aire.  
Le diocèse d'Auch fut supprimé par le concordat de 1802 et son territoire rattaché au diocèse d'Agen.
Le concordat de 1817 et la bulle Paternae caritatis du 6 octobre 1822 le rétablirent. Son territoire comprit désormais le département du Gers. 
Le 8 décembre 2002, le diocèse d'Auch est inclus dans la province ecclésiastique de Toulouse.

## Liste des évêques et archevêques d'Auch

### Évêques d'Auch
- 313-336 : Critère I
- 337-348 : Anfrone
- 349-361 : Apruncule ; Ursinien
- v.395-v.440 : sanctus Orientius (Orens d'Auch)
- 447-451 : Armentaire ; Minerve I
- 484-506 : saint Justin ; Nicetius (Nicet I)
- 506-510 : Perpétue
- v.511 Nicet II Tétrade ; Minerve II ; Alécie ; Amélie ; Salvie ; Porcaire ; Proculianus I ; Prisce
- 533-551 : Proculeianus (Proculien II) ; Marcel ; Virgile ; Polémie ; Alégie II ; Eonie ; Paulin
- 585 : Faustus d'Auch
- 585 : Saius (Fable)
- 588-600 : Critère II
- 600-607 : Titoine
- 607-608 : Dracoald I
- 625-634 : Audericus (Auderic)
- 635-646 : Domnin
- 653 : Litoire
- 667 : Dracoald II ; Tertorade
- 691-718 : Leotadus
- 718-736 : Patrice
- 736-752 : Tontoine
- 752-756 : Asnaire I
- 759-774  Erinald
- 774-782 : Loup
- 782-786 : Astaire
- 786-794 : Asnaire II ; Révélien ; Galin ; Elisée ; Mainfroy
- v.812 : Jean I ; Ardoin
- 836 : Izimbardus ; Taurin II

### Archevêques d'Auch
- 879-906 : Ayrard, à qui nous voyons pour la première fois donner le titre d'archevêque dans une lettre du pape Jean VIII (Jaffé, Reg. Pont., 3263)
- 917-943 : Odilon
- 943-975 : Bernard Ier
- 975-978 : Hydulphe
- 978-979 : Seguin
- 980-982 : Eudon
- 982-987 : Garcie Ier
- 988-1025 : Odon d'Astarac
- 1025-1036 : Garcie II de La Barthe
- 1036-1049 : Raymond Ier Copa
- 1049-1068 : Saint Austinde
- 1068-1096 : Guillaume Ier de Montaut
- 1096-1118 : Raymond II, peut-être de Pardiac
- 1118-1126 : Bernard II de Sainte-Christie
- 1126-1170 : Guillaume II d'Andozile
- 1170-1191 : Gérault de La Barthe
- 1192-1200 : Bernard III de Sédirac
- 1200-1214 : Bernard IV de Montaut
- 1214-1226 : Garsie III de Lhort
- 1226-1242 : Amanieu Ier
- 1244-1245 : Hugues de Pardailban
- 1245-1261 : Hispan de Massas
- 1261-1318 : Amanieu II d'Armagnac
- 1323-1356 : Guillaume de Flavacourt
- 1356-1371 : Arnaud Aubert
- 1371-1375 : Jean II Roger de Beaufort
- 1375-1381 : Philippe d'Alençon, (fait cardinal par le pape Urbain VI)
- 1381-1388 : Pierre Ier d'Anglade (Obédience urbaniste)
- 1388-1391 : Raymond II Garsie de Bayonne (Obédience urbaniste)
- 1391-1408 : Pierre d'Anglade (Obédience urbaniste)
- 1379 24 janvier-20 mai : Jean II de Cardaillac, patriarche de Constantinople (Obédience clémentine)
- 1379-1390 : Jean III Flandrin (Obédience clémentine), créé cardinal par Clément VII
- 1390-1408 : Jean IV d'Armagnac (Obédience clémentine)
- 1408-1425 : Bérenger Guillot
- 1425-1454 : Philippe Ier de Lévis
- 1454-1462 : Philippe II de Lévis, nommé ensuite archevêque d'Arles (1463-1475) puis cardinal en 1473 par Sixte IV, mort le 11 novembre 1475
- 1463-1483 : Jean V de Lescun
- 1483-1490 : François Ier de Savoie
- 1490-1507 : Jean de La Trémoille, cardinal
- 1507-1538 : François Guillaume de Castelnau de Clermont-Lodève, cardinal
- 1538-1551 : François II de Tournon, cardinal
- 1551-1563 : Hippolyte d'Este, nommé ensuite archevêque d'Arles (1562-1566) et cardinal
- 1563-1586 : Louis Ier d'Este, cardinal
- 1587-1597 : Henri de Savoie-Nemours (ni sacré ni bullé)
- 1597-1629 : Léonard de Trappes
- 1629-1661 : Dominique de Vic
- 1662-1684 : Henri II de La Mothe-Houdancourt
- 1684-1705 : Armand-Anne-Tristan de La Baume de Suze, nommé par le roi
- 1705-1712 : Augustin de Maupeou, précédemment évêque de Castres
- 1714-1725 : Jacques Desmarets, neveu de Colbert, précédemment évêques de Riez
- 1726-1741 : Melchior de Polignac, cardinal
- 1742-1775 : Jean-François de Montillet de Grenaud, précédemment évêque d'Oloron.
- 1776-1783 : Claude-Antoine d'Apchon
- 1783-1802 : Louis-Apollinaire de la Tour du Pin-Montauban
- En 1791-1801 : Paul-Benoît Barthe, évêque constitutionnel du diocèse du Gers, sacré le 13 mars 1791
- 1823-1828 : Antoine Ier de Morlhon
- 1828  : Louis François Auguste de Rohan-Chabot (transféré à Besançon avant d'avoir pris possession de son diocèse)
- 1828-1839 : Joachim-Jean-Xavier d'Isoard, cardinal
- 1840-1856 : Nicolas-Augustin de la Croix d'Azolette
- 1856-1861 : Antoine II de Salinis
- 1861-1871 : François-Augustin Delamare
- 1871-1886 : Pierre-Henri Gérault de Langalerie
- 1887-1895 : Louis II Gouzot
- 1896-1905 : Mathieu Victor Félicien Balaïn
- 1906-1907 : Émile-Christophe Énard
- 1907-1934 : Ernest Ricard, précédemment évêque à Angoulême
- 1934-1955 : Virgile Joseph Béguin
- 1955-1968 : Henri III Audrain
- 1968-1984 : Maurice Ier Rigaud, précédemment évêque à Pamiers
- 1985-1996 : Gabriel Vanel
- 1996-2004 : Maurice II Fréchard, dernier archevêque métropolitain
- 2004-2020 : Maurice III Gardès, premier archevêque non métropolitain
- Depuis 2020  : Bertrand Lacombe